# Jacob Bonser
Jacob Bonser (Gouda, 15 april 1623 – aldaar, 14 augustus 1698) was een regent in de stad Gouda in de Noordelijke Nederlanden.

## Leven en werk
Bonser werd in 1623 geboren als zoon van de Goudse regent Gerrit Jansz Bonser en Catharina Dircksdr Schoonhoven. Zijn grootvader van moederskant, Dirck Jacobsz Schoonhoven, was een invloedrijke regent in Gouda, die onder meer burgemeester van Gouda en dijkgraaf van de Krimpenerwaard was. Deze grootvader werd in 1618 als medestander van Van Oldenbarnevelt door Maurits ontslagen als lid van de Goudse vroedschap.
Bonser studeerde rechten aan de universiteit van Leiden. Hij werd op 15 oktober 1641 ingeschreven als student aan de juridische faculteit aldaar. Na zijn studie vervulde Bonser meerdere regentenfuncties in zijn geboortestad. Hij werd in 1661 lid van de vroedschap. In de jaren erna was hij onder andere schepen en burgemeester van Gouda. Hij vertegenwoordigde Gouda in de Staten van Holland en West-Friesland en in de Admiraliteit van Amsterdam.
Bonser was in 1668/1669 een van de vier burgemeesters van Gouda ten tijde van de bouw van de nieuwe Waag. Dat is de reden waarom zijn wapen werd aangebracht aan de voorgevel van het nieuwe gebouw.
In 1672 werd Bonser door Willem III ontslagen als lid van de Goudse vroedschap. Hij raakte daarmee ook zijn functie als lid van de Gecommitteerde Raden van Holland in het Zuiderkwartier kwijt. Evenals zijn grootvader behoorde hij tot de tegenstanders van de prinsgezinden.
Bonser was eigenaar van het Huys met de treppen aan de Gouwe in Gouda. Hij overleed in 1698 op 75-jarige leeftijd in zijn woonplaats Gouda. Hij werd op 18 augustus 1698 begraven in de Sint Janskerk aldaar.

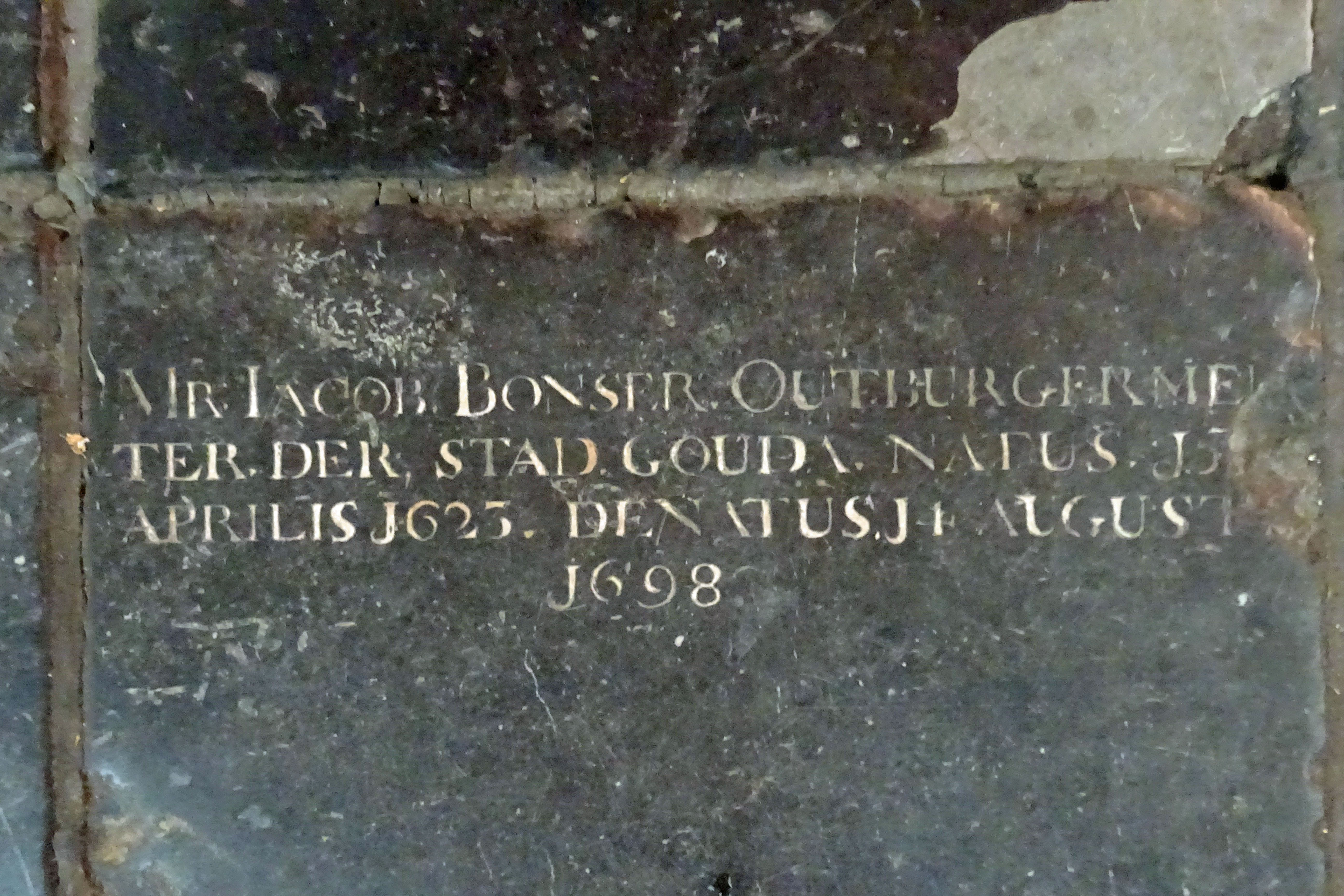
Grafzerk van Jacob Bonser in de Sint Janskerk van Gouda